# متلازمة توتر التهاب العضل

متلازمة توتر التهاب العضل (بالإنجليزية: Tension myositis syndrome)‏ أو متلازمة التوتر العضلي العصبي (بالإنجليزية:  tension myoneural syndrome)‏ هي حالة طبية سماها جون سارنو ووصفها بأنها تتميز بأعراض عصبية وعضلية هيكلية نفسية المنشأ أبرزها ألم في الظهر.
متلازمة توتر التهاب العضل (TMS)، والمعروفة أيضًا باسم متلازمة التوتر العضلي العصبي أو المتلازمة الجسدية العقلية، هي الاسم الذي أطلقه جون إي سارنو على حالة من أعراض الجهاز العضلي الهيكلي والأعصاب نفسية المنشأ، وأبرزها آلام الظهر. وصف سارنو متلازمة توتر التهاب العضل في أربعة كتب، وذكر أن الحالة قد تكون متورطة في اضطرابات الألم الأخرى أيضًا. يتضمن بروتوكول علاج متلازمة توتر التهاب العضل التثقيف والكتابة حول المشكلات العاطفية واستئناف نمط الحياة الطبيعي، وبالنسبة لبعض المرضى، اجتماعات الدعم و/أو العلاج النفسي. في عام 2007، نشر ديفيد شيختر (طبيب وطالب سابق ومساعد باحث لسارنو) دراسة مُراجعة من قبل الزملاء حول علاج متلازمة توتر التهاب العضل في مجلة العلاجات البديلة في الصحة والطب. كان معدل النجاح بنسبة 54% لآلام الظهر المزمنة فيها. بالنسبة للأهمية الإحصائية ومعدل النجاح، تفوقت الدراسة على دراسات مماثلة للتدخلات النفسية الأخرى لآلام الظهر المزمنة.
لا يقبل المجتمع الطبي عمومًا ببروتوكول تشخيص وعلاج متلازمة توتر التهاب العضل. ومع ذلك، حظيت أساليب علاج المتلازمة باهتمام وطني، بما في ذلك مقطع من البرنامج التلفزيوني ABC 20/20، وحلقة من لاري كينغ لايف، ومقابلة مع ميدسكيب، ومقالات في نيوزويك، وسياتل تايمز، والنيويورك تايمز. من بين الأطباء المشهورين الذين يدعمون علاج متلازمة توتر التهاب العضل أندرو ويل ومحمد أوز. من بين المرضى البارزين الذين عولجوا من متلازمة التهاب العضلات التوتر السناتور توم هاركين، وجون ستوسيل، وهوارد ستيرن، وآن بانكروفت. في عام 2017، غطى كتاب الصحفية سي. جي رامين متلازمة توتر التهاب العضل. انتقدت رامين، التي عانت هي نفسها من آلام الظهر لعقود من الزمن، العديد من علاجات آلام الظهر الشهيرة، ووصفت سارنو بأنه «نجم موسيقى الروك في عالم الظهر».
ووصف سارنو، وهو أستاذ في جامعة نيويورك مدرسة الطب هذه الحالة في 4 كتب، وذكر أن أعراض الألم أخرى قد تظهر أيضا.

## النظرية
وفقًا لسارنو، متلازمة توتر التهاب العضل هي حالة تبدأ فيها أعراض المشكلات العاطفية اللاواعية (الغضب في المقام الأول، وقد يعاني بعض المرضى من مشكلات عاطفية أخرى مثل القلق والخوف) مما يحفز آليات تؤدي أيضًا لحدوث الألم الجسدي وبعض الأعراض الأخرى. تقترح نظريته أن العقل اللاواعي يحفز الجهاز العصبي الذاتي على تقليل تدفق الدم إلى العضلات أو الأعصاب أو الأوتار، مما يؤدي إلى نقص أكسجتها (الاختناق أو نقص التروية الجزئي المؤقت) وتراكم المنتجات الاستقلابية فيها، مما سيؤدي إلى الشعور بالألم في الأنسجة المصابة. يعتقد سارنو أن تركز مناطق آلام الظهر حول العمود الفقري (أعلى أو أسفل أو على الجانبين منه) يشير إلى أن منشأ الألم غير ناتج عن تشوه جسدي أو رض.
يذكر سارنو أن السبب الكامن وراء الألم هو آلية دفاع العقل ضد الإجهاد العقلي اللاواعي والعواطف مثل الغضب والقلق والغضب النرجسي. يتشتت العقل الواعي بالألم الجسدي، وبذلك تحافظ عملية القمع النفسي على الغضب الموجود في اللاوعي وتمنعه من الدخول إلى الإدراك الواعي. يعتقد سارنو أنه عندما يدرك المرضى أن الأعراض هي مجرد إلهاء، سيختفي السبب الكامن وراء وجودها، وتختفي بدورها. يمكن اعتبار متلازمة توتر التهاب العضل حالة نفسية جسدية ويشير لها البعض بأنها «متلازمة ألم الإلهاء».
يعتبر سارنو ناقدًا صريحًا للطب التقليدي فيما يتعلق بتشخيص وعلاج آلام الظهر، والتي غالبًا ما تُعالج بالراحة والعلاج الطبيعي والتمارين الرياضية و/أو الجراحة.

## الأعراض
يُشار غالبًا إلى آلام الظهر على أنها أحد أعراض متلازمة توتر التهاب العضل، لكن عرّف سارنو أعراض متلازمة توتر التهاب العضل على نطاق أوسع:
- نوع الأعراض: تشمل أعراض متلازمة توتر التهاب العضل الألم والتصلب والضعف والوخز والخدر وتقلصات العضلات والتشنجات وغيرها من الأحاسيس السلبية، وفقًا لسارنو.
- موقع الأعراض: بالإضافة إلى الظهر، يذكر سارنو أنه قد تحدث الأعراض في الرقبة والركبة والذراعين والمعصمين وأجزاء أخرى من الجسم. يقول شيختر أن الأعراض تميل إلى الانتقال إلى أجزاء أخرى من الجسم. يعتبر حركة الأعراض مؤشرًا مهمًا على أن الألم ناتج عن متلازمة توتر التهاب العضل.

## التشخيص
فيما يلي قائمة بمعايير تشخيص متلازمة توتر التهاب العضل، وفقًا لسارنو وشيختر:
- عدم وجود سبب جسدي معروف: يذكر شيختر وسارنو أن الفحص البدني والاختبارات ودراسات التصوير ضرورية لاستبعاد الحالات الخطيرة، مثل الأورام. يعتبر سارنو أن الانزلاق الغضروفي غير ضار بشكل عام، لأنه بحسب قولهم لا يرتبط موضع الأعراض بموقع الانزلاق حتى.
- نقاط التألّم (الألم عند الضغط): يستخدم الأطباء أحد عشر من ثمانية عشر نقطة حساسة كمعايير تشخيصية للألم العضلي الليفي، يستخدم سارنو ست نقاط حساسة رئيسية لتشخيص متلازمة توتر التهاب العضل. هذه النقاط هي نقطتان مؤلمتان في عضلات شبه المنحرفة العلوية، ونقطتان في عضلات الفقرات القطنية الشوكية ونقطتان في الجانب العلوي من الأرداف. ويذكر أنها موجودة عند 99% من مرضى متلازمة توتر التهاب العضل.
- قصة اضطرابات نفسية جسدية أخرى: يعتبر شيختر وسارنو وجود قصة سابقة لاضطرابات نفسية جسدية أخرى إشارة إلى أن المريض قد يكون مصابًا بمتلازمة توتر التهاب العضل. من الاضطرابات النفسية الجسدية متلازمة القولون العصبي والصداع التوتري. [26]

يذكر شيختر وسارنو أنه إذا كان المريض غير قادر على زيارة طبيب مختص بعلاج متلازمة توتر التهاب العضل، فيجب على المريض أن يرى طبيبًا تقليديًا لاستبعاد الاضطرابات الخطيرة، مثل الكسور والأورام والالتهابات.